# Malalai Joya

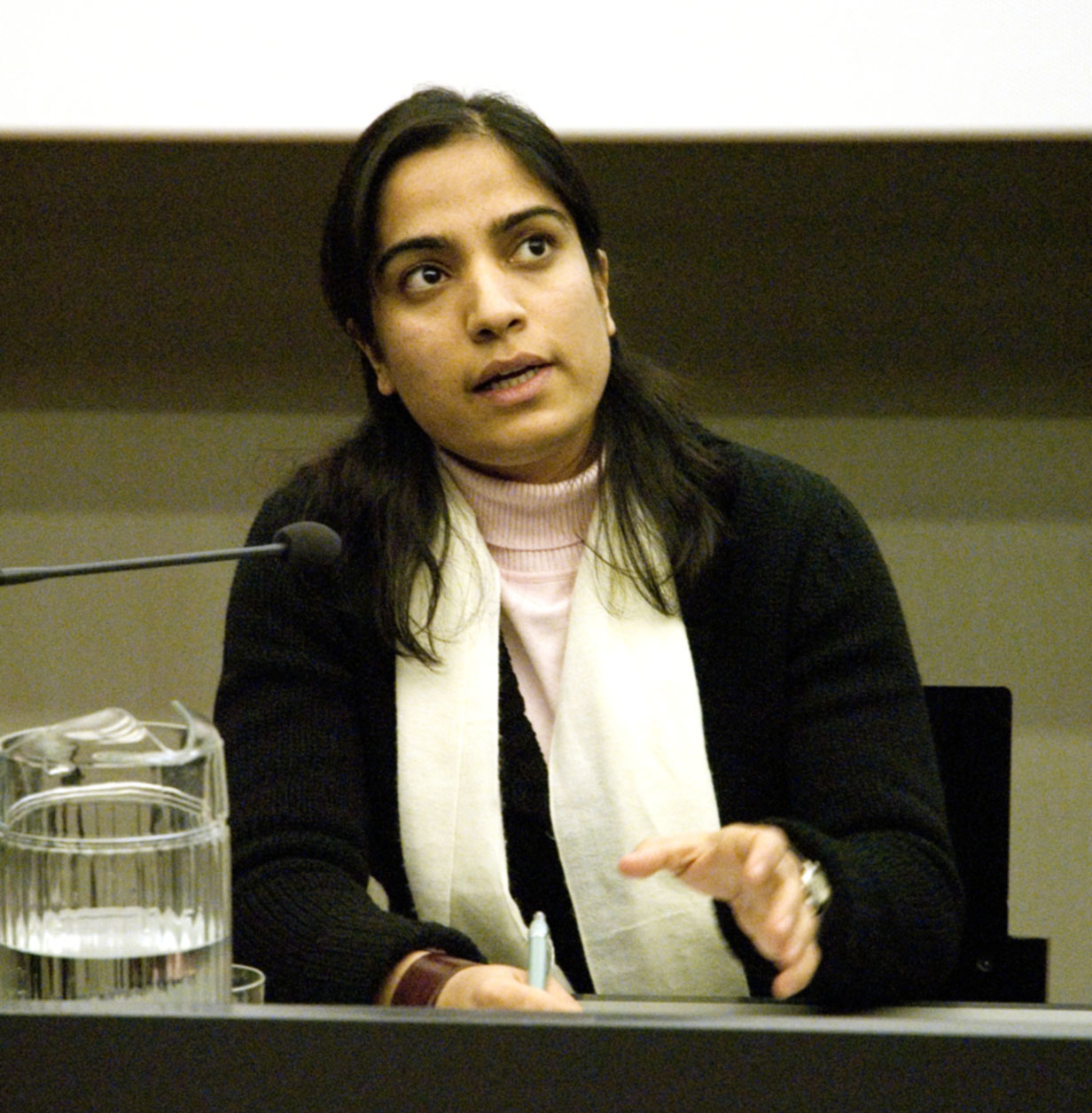
Malalai Joya, 2007

Malalai Joya (auch Malalai Dschoja geschrieben; * 25. April 1978) ist eine afghanische Politikerin und Menschenrechtsaktivistin aus der im Westen des Landes liegenden Provinz Farah. Sie wurde bei der afghanischen Parlamentswahl im September 2005 als jüngstes Mitglied in die Wolesi Dschirga gewählt.

## Familiärer Hintergrund
Malalai Joya ist die Tochter eines früheren Medizinstudenten, der im Kampf gegen die sowjetische Invasion ein Bein verlor. Malalai war vier Jahre alt, als sie und ihre Familie 1982 in den Iran und später nach Pakistan flohen, wo sie die Schule abschloss. Nach dem Rückzug der sowjetischen Armee kehrte Joya 1998, während der Herrschaft der Taliban, nach Afghanistan zurück. Im Alter von 19 Jahren begann sie Kurse für Lesen und Schreiben für andere Frauen zu geben. Außerdem gründete sie 2001 ein Waisenhaus sowie ein Krankenhaus. Sie ist Geschäftsführerin der Nichtregierungsorganisation „Organisation of Promoting Afghan Women's Capabilities“ (OPAWC) in den westafghanischen Provinzen Herat und Farah.
Malalai Joya ist verheiratet.

## Politisches Wirken

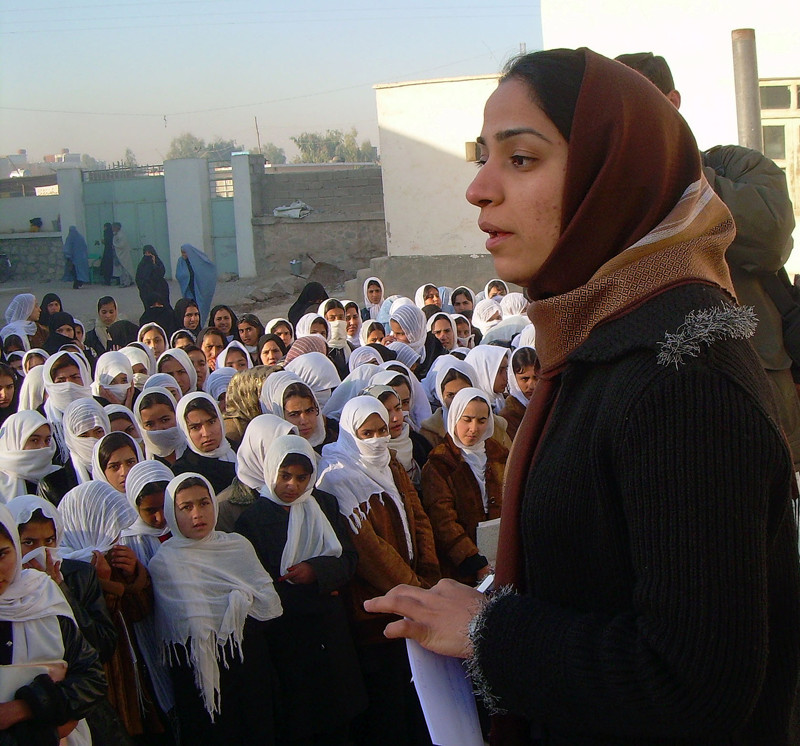
19. Februar 2007 – Joya – Farah.

Im Dezember 2003 forderte Malalai Joya vor der großen Ratsversammlung (Loja Dschirga) die Strafverfolgung der ebenfalls im Parlament sitzenden kriminellen Warlords und Drogenschmuggler, von denen mehrere von Human Rights Watch als Kriegsverbrecher eingestuft sind. Gerade in Afghanistan, einem sehr stark patriarchalisch geprägten Land, sind Frauen beinahe aus dem öffentlichen Leben ausgeschlossen, dennoch hat Joya es zu einer landesweit bekannten Politgröße gebracht. Aufgrund ihrer öffentlich geäußerten Kritik gegen Fundamentalisten und Warlords erhielt sie in der Folge zahlreiche Morddrohungen. Sie trägt daher in der Öffentlichkeit stets eine Burka und wird von zwölf Personenschützern begleitet. Bisher hat Joya bereits vier Mordversuche überlebt.
Am 21. Mai 2007 wurde Joya von der großen Mehrheit des afghanischen Parlamentes eine dreijährige Sperre auferlegt. Weiterhin wurde ein Gerichtsverfahren gegen sie eingeleitet und ihre Reisefreiheit beschränkt, so dass sie sich nicht ungehindert innerhalb und außerhalb von Afghanistan bewegen kann.
Malalai Joya kritisiert die US-Außenpolitik und die Besatzung ihres Landes durch die NATO scharf. Sie fordert einen sofortigen Abzug der Streitkräfte aus Afghanistan. Außerdem wirft sie den USA vor, unter dem Vorwand Frauenrechte und Demokratie nach Afghanistan zu bringen, mit ihrer Truppenpräsenz eigene strategische Interessen zu verfolgen.
Auf der Northeast Socialist Conference in New York sagte sie am 23. Oktober, 2009:
“...They are not leaving my country. They are making their military base there, because of their own strategic policies. They do not care for the wishes of my people.”
“...The Nations, who pose them selfs as liberators to others, will lead them into slavery.”
Die Dokumentation Enemies of Happiness, die Malalai Joya bei ihrer Kampagne für die Wahl 2005 zeigt, wurde mehrfach mit Preisen auf internationalen Filmfestivals ausgezeichnet.
Im Mai 2007 wurde Joya von der großen Mehrheit der afghanischen Abgeordneten unter dem Ruf „vergewaltigt sie“ aus dem Parlament ausgeschlossen, weil sie die Warlords in der Versammlung angeprangert hatte. Aufgrund von Bedrohungen war sie danach gezwungen, sich zu verstecken. Sie wurde verfolgt, bedroht und es wurde mehrmals versucht, sie zu ermorden. Nie hat Joya aufgehört, gegen den Fundamentalismus, für Demokratie, Menschenrechte und insbesondere für die Rechte der Frauen zu kämpfen.
Anfang August 2021 bezeichnete sie die US-amerikanischen Truppen in Afghanistan als Wurzel zahlreicher Probleme und verglich sie mit einer Krebserkrankung bzw. einer SARS-CoV-2-Infektion.

## Auszeichnungen
- 2006: Gwangju-Menschenrechtspreis
- 2007: Sie wurde unter die „250 Young Global Leaders for 2007“ des World Economic Forum gezählt.[8]
- 2008: Anna-Politkowskaja-Preis der Organisation Reach All Women in War (RAW)

## Filme
- Eva Mulvad: Enemies of Happiness Dokumentation, Dänemark, 2006, 58 Minuten